# Santa Cruz Atitla
Santa Cruz Atitla är en ort i Mexiko.   Den ligger i kommunen Tehuipango och delstaten Veracruz, i den sydöstra delen av landet, 240 km öster om huvudstaden Mexico City. Santa Cruz Atitla ligger 2 114 meter över havet och antalet invånare är 280.
Terrängen runt Santa Cruz Atitla är bergig åt nordost, men åt sydväst är den kuperad. Runt Santa Cruz Atitla är det ganska tätbefolkat, med 144 invånare per kvadratkilometer. Närmaste större samhälle är Tecpantzacoalco, 5,8 km söder om Santa Cruz Atitla. I omgivningarna runt Santa Cruz Atitla växer i huvudsak städsegrön lövskog.